# Faxinal dos Guedes
Faxinal dos Guedes är en kommun i Brasilien.   Den ligger i delstaten Santa Catarina, i den södra delen av landet, 1 300 km söder om huvudstaden Brasília. Antalet invånare är 10 658.
Trakten runt Faxinal dos Guedes består till största delen av jordbruksmark. Runt Faxinal dos Guedes är det ganska glesbefolkat, med 36 invånare per kvadratkilometer.